# Renée Sintenis
Pour les articles homonymes, voir Sintenis.
Renate Alice Sintenis dite Renée Sintenis est une sculptrice et graveuse allemande née à Glatz le 20 mars 1888 et morte à Berlin le 22 avril 1965.

## Biographie
Issue d'une famille aisée d'huguenots d'origine française réfugiés en Allemagne, Renée Sintenis née en 1888 à Glatz. Ellesuit d'abord les cours de dessins de Leo von König, puis ceux de sculpture de Wilhelm Haverkamp (en) à l'Académie du musée royal des Arts décoratifs de Berlin. Elle quitte ses études vers 1910, et devient modèle pour Georg Kolbe. Ensemble, ils participent aux expositions de la Sécession libre, un mouvement fondé en 1914 et qui compte dans ses membres des artistes comme Max Liebermann ou George Mosson. Un autoportrait qu'elle présente en 1915 est remarqué par le poète Rainer Maria Rilke, avec qui elle entame dès lors une longue amitié, et qui l'introduit dans son propre et important cercle de relations.
Elle se marie en 1917 avec le peintre Emil Rudolf Weiß. Elle gagne en célébrité et en reconnaissance tout au long des années 1920, et en 1931, elle est la deuxième femme élue à l'Académie des arts de Berlin (après Käthe Kollwitz). En janvier 1928, elle expose à Paris, à la galerie Barbazanges et rencontre René Crevel.
Le régime nazi met brutalement fin à ces succès : d'ascendance juive, coiffée à la garçonne et portant un nom français, elle ne tarde pas à être rangée parmi les artistes dégénérés,. Elle est évincée de son poste de professeure à l'Académie en 1934, et voit nombre de ses contacts et amis, souvent juifs ou homosexuels, fuir à l'étranger. La période lui est d'autant plus dure que son mari meurt en 1942, et que son atelier est bombardé en 1945. Elle part alors s'installer avec sa bonne Magdalena Goldmann dans un petit appartement épargné par la guerre. Les deux femmes deviennent si proches qu'elles seront enterrées ensemble, au cimetière boisé de Berlin-Dahlem.
La guerre terminée, Renée Sintenis est vite réhabilitée. Elle reprend son poste de professeure en 1947. En 1948, elle obtient le premier Prix d'art de Berlin (de), le nouvellement créé Premier prix artistique de la Ville de Berlin. En 1953, elle est promue commandeur de l'ordre du Mérite de la République fédérale d'Allemagne. Fatiguée et malade, elle se retire progressivement de la scène artistique, jusqu'à sa mort en 1965.

## Œuvre
Renée Sintenis s'est essentiellement attachée à représenter la jeunesse, les animaux (chevaux, veaux, chèvres, ânes), ainsi que le sport et ses athlètes qu'elle saisit dans l'instantanéité de leurs attitudes caractéristiques.
En 1932, elle reçoit le prix Olympia pour The Runner Nurmi, une sculpture de 1926, achetée par le Gouvernement français pour le musée Rodin à Paris. L'œuvre est aujourd’hui conservée à la Alte Nationalgalerie.
C'est aussi en 1932 qu'elle crée la sculpture intitulée Berliner Bär, qui deviendra en 1951 l'Ours d'or remis chaque année comme récompense du meilleur film par la Berlinale,. Un exemplaire de l'œuvre en bronze est offert à John F. Kennedy, lors de sa visite à Berlin-Ouest en 1963.

Timbre avec une sculpture de Renée Sintenis.

## Hommages
Après sa mort, une place de Berlin lui est consacrée sous le nom Renée-Sintenis-Platz.